# Richard Wettstein
Richard Wettstein (30 června Vídeň – 10. srpna 1931 Trins) byl rakouský botanik. Jeho taxonomický systém, Wettsteinův systém, byl jedním z prvních systémů založených na fylogenetických principech. Na jeho počest je mj. pojmenován mykologický rod Wettsteinina a také Wettsteiniola, což je rod kvetoucích rostlin z Brazílie, patřící do čeledi Podostemaceae.
Jeho podobiznu lze vidět na rakouské padesátišilinkové z roku 1962.
Ve Vídni byly po něm pojmenovány Wettsteinpark v Leopoldstadtu (2. obvod), vybudovaný v roce 1930, a Wettsteingasse ve Floridsdorfu (21. obvod, 1942).

## Život
Wettstein studoval ve Vídni, kde byl žákem Antona Kernera von Marilaun (1831-1898); oženil se s jeho dcerou Adele. Během svého působení na Vídeňské univerzitě založil v roce 1882 se svým přítelem Karlem Eggerthem přírodovědný spolek vedený studenty. Od roku 1892 byl řádným profesorem botaniky a ředitelem Botanické zahrady a ústavu pražské univerzity. V roce 1894 se stal členem Německé akademie věd Leopoldiny. V roce 1899 byl jmenován řádným profesorem systematické botaniky na vídeňské univerzitě, kde také vedl botanickou zahradu vídeňské univerzity, kterou zrenovoval, a botanický ústav. Zahrada a budova ústavu byly pod jeho vedením přestavěny v letech 1904/05.
V roce 1901 se stal prezidentem Vídeňské zoologicko-botanické společnosti (Zoologisch-Botanische Gesellschaft) a v témže roce se zúčastnil vědecké expedice do Brazílie. V roce 1919 byl jmenován místopředsedou vídeňské akademie věd. Během svých pozdějších let (1929–30) cestoval se svým synem Friedrichem do východní a jižní Afriky.
V roce 1905 byl spolupředsedou Mezinárodního botanického kongresu, který se konal ve Vídni. V akademickém roce 1913/14 byl rektorem vídeňské univerzity.

## Dílo (výběr)
- Nolanaceae, Solanaceae, Scrophulariaceae in (Engler & Prantl 1895, pp. 1–107).
- Grundzüge der geographisch-morphologischen Methode der Pflanzensystematik, 1898
- Botanik Und Zoologie In Österreich in den Jahren 1850 Bis 1900, 1901
- Der Neo-Lamarckismus und seine Beziehungen zum Darwinismus, 1903